# L'Âge des possibles
Pour plus de détails, voir Fiche technique et Distribution.
L'Âge des possibles est un film français de Pascale Ferran sorti en 1996.

## Synopsis
Le film suit une poignée de jeunes adultes en proie aux difficiles choix existentiels : quel chemin prendre ? Avec qui dois-je vivre ?

## Contexte
Coproduit par la chaîne de télévision culturelle Arte et Agat Films, le film a la particularité de réunir toute la promotion d'acteurs 1995 de L'École Supérieure d'Art Dramatique de Strasbourg.
L’Âge des possibles a également la particularité d’avoir été diffusé à la télévision (sur Arte, coproducteur du film) la veille de sa sortie en salles. La chaîne retentera cette expérience avec Ressources humaines en 2000.

## Fiche technique
- Titre d'origine : L’Âge des possibles
- Réalisation : Pascale Ferran
- Scénario : Pascale Ferran, Anne-Louise Trividic
- Assistant-réalisation : Antoine Garceau
- Musique : Béatrice Thiriet
- Musiques additionnelles :  
  - La Bohème par Charles Aznavour
  - Ma petite entreprise par Alain Bashung
  - Ich wandte mich und sahe an de Johannes Brahms
  - Everybody Needs Somebody to Love par Solomon Burke
  - C'est écrit par Francis Cabrel
  - Andy par Les Rita Mitsouko
  - Love on the Beat par Serge Gainsbourg
  - Babacar par France Gall
  - Sorry Seems to Be the Hardest Word par Elton John
  - Didi par Cheb Khaled
  - Rêves secrets d'un prince et d'une princesse par Jacques Revaux et Anne Germain
  - Toulouse par Claude Nougaro
  - Der Musensohn de Franz Schubert, par Kathleen Ferrier
  - Foule sentimentale par Alain Souchon
- Directeur de la photographie : Jean-Marc Fabre
- Ingénieur du son : Jean-Jacques Ferran
- Assistant-son : Laurent Zeilig
- Montage : Guy Lecorne
- Décors : Virginie Duployez, Annette Kurz et Giulio Lichtner
- Costumes : Sigolène De Chassy
- Maquillages : Laurence Buisson
- Scripte : Sébastien Bourlard
- Pays d'origine :  France
- Langue : français
- Producteur et producteur délégué : Gilles Sandoz
- Sociétés de production : Agat Films & Cie - Ex Nihilo (France), La Sept/Arte (France), Théâtre national de Strasbourg
- Distribution : Diaphana
- Format : couleur — 35 mm — 1.66:1 — monophonique
- Genre : comédie dramatique
- Durée : 102 minutes
- Dates de sortie :  1995 aux Entrevues Festival international du film de Belfort, 4 mai 1996 sortie nationale
- Classification du film : tout public
- Visa d'exploitation no 89969

## Distribution
- Anne Cantineau : Agnès
- Christèle Tual : Béatrice
- Anne Caillère : Catherine
- Isabelle Olive : Denise
- Sandrine Attard : Emmanuelle
- Antoine Mathieu : Frédéric
- Nicolas Pirson : Gérard
- Arnaud Simon : Henri
- David Gouhier : Ivan
- Jérémie Oler : Jacques
- Gaëlle Fernandez-Bravo : Susi
- Sarah Karbanikoff : l’amie de Jacques à la fête
- Maria Mure : la fille du bus
- Delphine Raoult : la fille en visite

## Distinction
- Entrevues Festival international du film de Belfort 1995 : Grand prix du jury, catégorie « Film français ».